# Pavol Hurajt
Pavol Hurajt (Poprad, 4 febbraio 1978) è un ex sciatore nordico slovacco attivo sia nello sci di fondo sia nel biathlon, specialità nella quale ottenne i migliori risultati.

## Biografia

### Stagioni 1998-2004
Pavol Hurajt, originario di Štrba, iniziò la sua carriera nello sci sci di fondo prendendo anche parte ai Mondiali juniores di Sankt Moritz/Pontresina 1998; in seguito partecipò saltuariamente a gare minori nella specialità, ma dalla stagione 1999-2000 si dedicò principalmente al biathlon: esordì in Coppa del Mondo l'8 dicembre 1999 a Pokljuka in sprint (91º) e ai Campionati mondiali a Oslo/Lahti 2000, dove si classificò 76º nell'individuale e 80º nella sprint.
Ai Mondiali di Pokljuka 2001 si piazzò 74º nell'individuale, 68º nella sprint e 18º nella staffetta e a quelli di Chanty-Mansijsk 2003 23º nell'individuale, 19º nella sprint, 26º nell'inseguimento e 14º nella staffetta; nella successiva stagione 2003-2004 conquistò i suoi due podi di carriera in Coppa del Mondo, il 21 dicembre a Osrblie in inseguimento (3º) e il 4 marzo a Fort Kent in sprint (3º), e partecipò ai Mondiali di Obehof 2004, dove fu 49º nell'individuale, 74º nella sprint e 10º nella staffetta.

### Stagioni 2005-2014

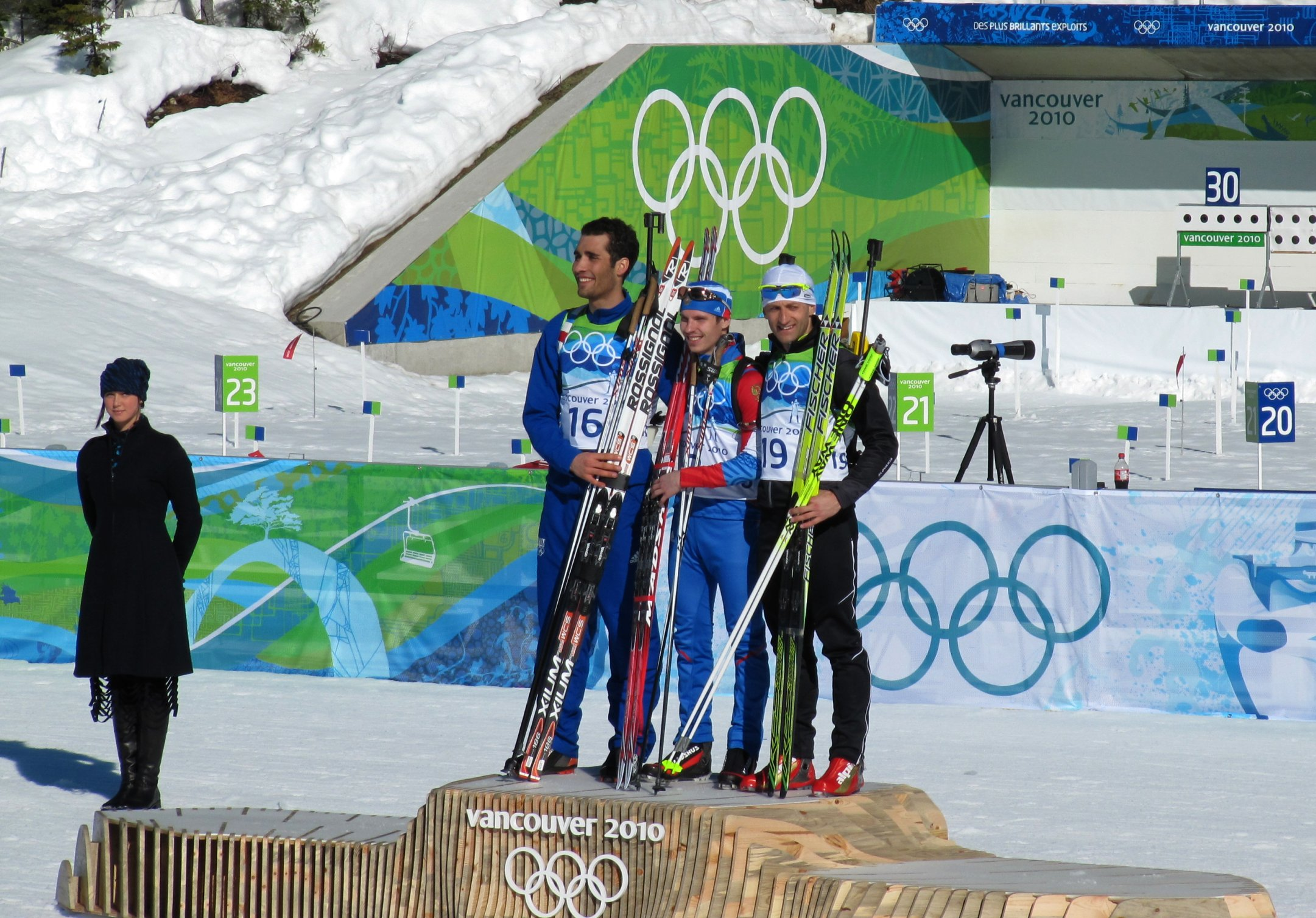
Il podio della partenza in linea di, con Pavol Hurajt (argento, a destra) assieme a Martin Fourcade (oro, a sinistra) ed Evgenij Ustjugov (al centro), successivamente squalificato

Ai Mondiali di Hochfilzen/Chanty-Mansijsk 2005 si classificò 83º nell'individuale, 70º nella sprint, 14º nella staffetta e 16º nella staffetta mista; l'anno dopo ai XX Giochi olimpici invernali di Torino 2006, suo esordio olimpico, si piazzò 29º nell'individuale, 29º nella sprint, 24º nell'inseguimento e 14º nella staffetta. Ai Mondiali di Anterselva 2007 fu 38º nell'individuale, 83º nella sprint e 15º nella staffetta, a quelli di Östersund 2008 46º nell'individuale, 14º nella sprint, 20º nell'inseguimento, 19º nella partenza in linea, 9º nella staffetta e 14º nella staffetta mista e a quelli di Pyeongchang 2009 40º nell'individuale, 20º nella sprint, 53º nell'inseguimento, 12º nella staffetta e 10º nella staffetta mista. Ai XXI Giochi olimpici invernali di Vancouver 2010 vinse la medaglia d'argento nella partenza in linea e si classificò 4º nell'individuale, 7º nella sprint, 15º nell'inseguimento e 14º nella staffetta; nella stessa stagione disputò anche i Mondiali di Chanty-Mansijsk 2010, dove si piazzò 13º nella staffetta mista.

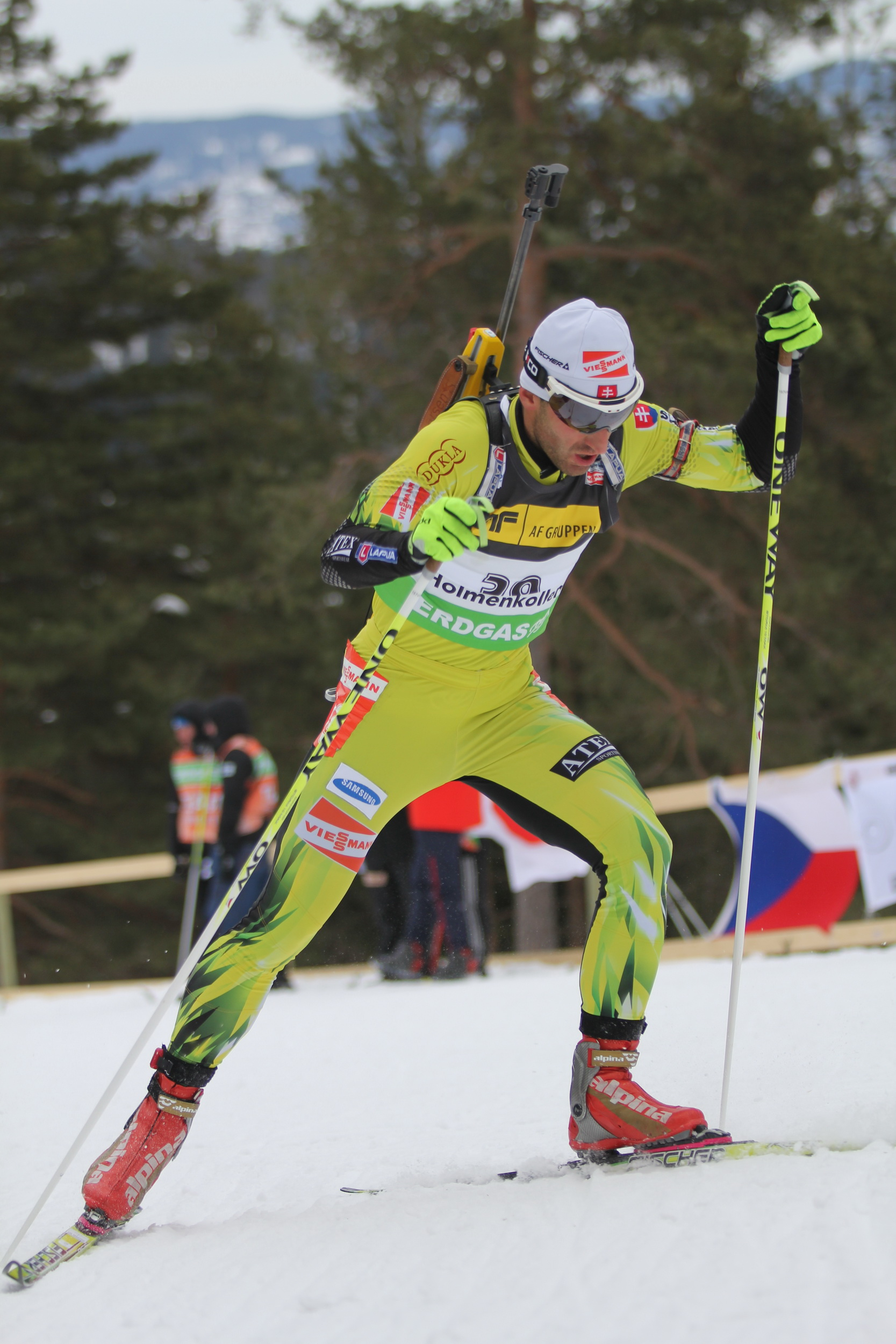
Pavol Hurajt in gara a Oslo nel 2011

Ai Mondiali di Chanty-Mansijsk 2011 fu 22º nell'individuale, 95º nella sprint, 17º nella staffetta e 11º nella staffetta mista, a quelli di Ruhpolding 2012 77º nell'individuale, 75º nella sprint e 12º nella staffetta e a quelli di Nové Město na Moravě 2013, sua ultima presenza iridata, 60º nell'individuale, 48º nella sprint, 36º nell'inseguimento, 9º nella staffetta e 7º nella staffetta mista; prese per l'ultima volta il via in Coppa del Mondo il 19 gennaio 2014 ad Anterselva in staffetta (10º) e si congedò dalle competizioni in occasione dei successivi XXII Giochi olimpici invernali di  Soči 2014, dove si classificò 28º nell'individuale, 50º nella sprint, 51º nell'inseguimento, 11º nella staffetta e 4º nella staffetta mista.

## Palmarès

### Biathlon

#### Olimpiadi
- 1 medaglia:
  - 1 argento (partenza in linea[1] a Vancouver 2010)

#### Coppa del Mondo
- Miglior piazzamento in classifica generale: 19º nel 2004
- 2 podi (entrambi individuali), oltre a quello conquistato in sede olimpica e valido anche ai fini della Coppa del Mondo:
  - 2 terzi posti